# Municipio de San Salvador (Hidalgo)
El municipio de San Salvador es uno de los ochenta y cuatro municipios que conforman el estado de Hidalgo, México. La cabecera municipal es la localidad de San Salvador y la localidad más poblada es San Antonio Zaragoza.
El municipio se localiza al centro del territorio hidalguense entre los paralelos 20° 10′ y 20° 25′ de latitud norte; los meridianos 98° 57 y 99° 11’ de longitud oeste; con una altitud entre 1900 y 2700 m s. n. m. Este municipio cuenta con una superficie de 205.71 km², y representa el 0.99 % de la superficie del estado; dentro de la región geográfica denominada como Valle del Mezquital.
Colinda al norte con los municipios de Chilcuautla, Ixmiquilpan y Santiago de Anaya; al este con los municipios de Santiago de Anaya y Actopan; al sur con los municipios de Actopan, Ajacuba y Francisco I. Madero; al oeste con los municipios de Francisco I. Madero, Mixquiahuala de Juárez, Progreso de Obregón y Chilcuautla.

## Toponimia
Nombrado así por San Salvador, precepto de la Iglesia católica.

## Geografía

### Relieve e hidrográfica

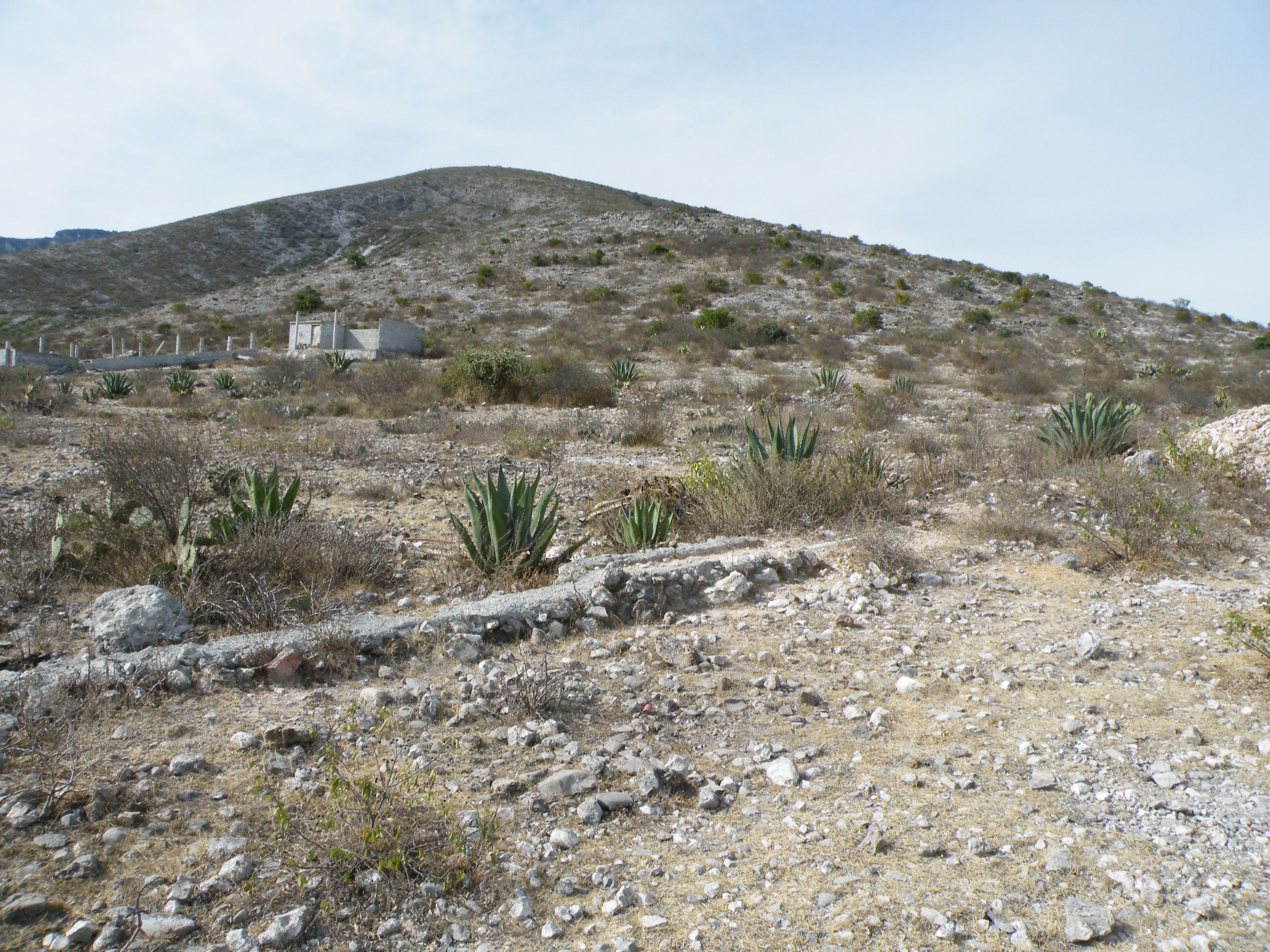
Panorámica del municipio.

En cuanto a fisiografía se encuentra dentro de la provincia Eje Neovolcánico; dentro de la subprovincia Llanuras y Sierras de Querétaro e Hidalgo. Su territorio es llanura (51.0%), sierra (47.0%) y lomerío (2.0%). De las principales elevaciones presentes en el municipio se encuentran los cerros de: San Miguel, Peña Colorada, Corazón, Cumbre, La Palma, La Corona, Colorado, El Punteagudo todos ellos por encima de los 2300 metros sobre el nivel del mar.
En cuanto a su geología corresponde al periodo neógeno (64.42%), cretácico (20.0%) y cuaternario (12.0%). Con rocas tipo ígnea extrusiva: volcanoclástico (59.42%) y basalto-brecha volcánica básica (5.0%); sedimentaria: caliza (19.0%) y arenisca conglomerado (1.0%) Suelo: aluvial (12.0%). En cuanto a edafología el suelo dominante es phaeozem (54.42%), leptosol (27.0%), vertisol (10.5%) y calcisol (4.5%).
En lo que respecta a la hidrología se encuentra posicionado en la región hidrológica del Pánuco; en las cuencas del río Moctezuma; dentro de las subcuenca del río Actopan (88.0%) y río Tula (12.0%). Las corrientes de agua que conforman el municipio son: Requena, Xiotho, El Capulín, El Norte, Alto Requena, Rinconada, El Potrero, La Estancia y Chicanaxco.

### Clima
El territorio municipal se encuentran los siguientes climas con su respectivo porcentaje: Semiseco templado (100.0%). Con una temperatura media anual de 17 °C y una precipitación total anual de 475 mm.

### Ecología
La flora en el municipio tiene una vegetación compuesta por encino, oyamel, nopal, cardón, garambullo, pitaya, mezquite, pirul, huizache, fresno y encino. La fauna está compuesta por liebre, conejo, codorniz, tórtola, torcaza, víbora de cascabel, hocico de puerco y casera escorpión, lagartija, zapa, camaleón, ciempiés, escorpión, araña, tarántula, avispa, moscos, grillo, chapulín, hormiga, mestizo, pinacate, pulga, chinche, mariposa, mayate.

## Demografía

### Población

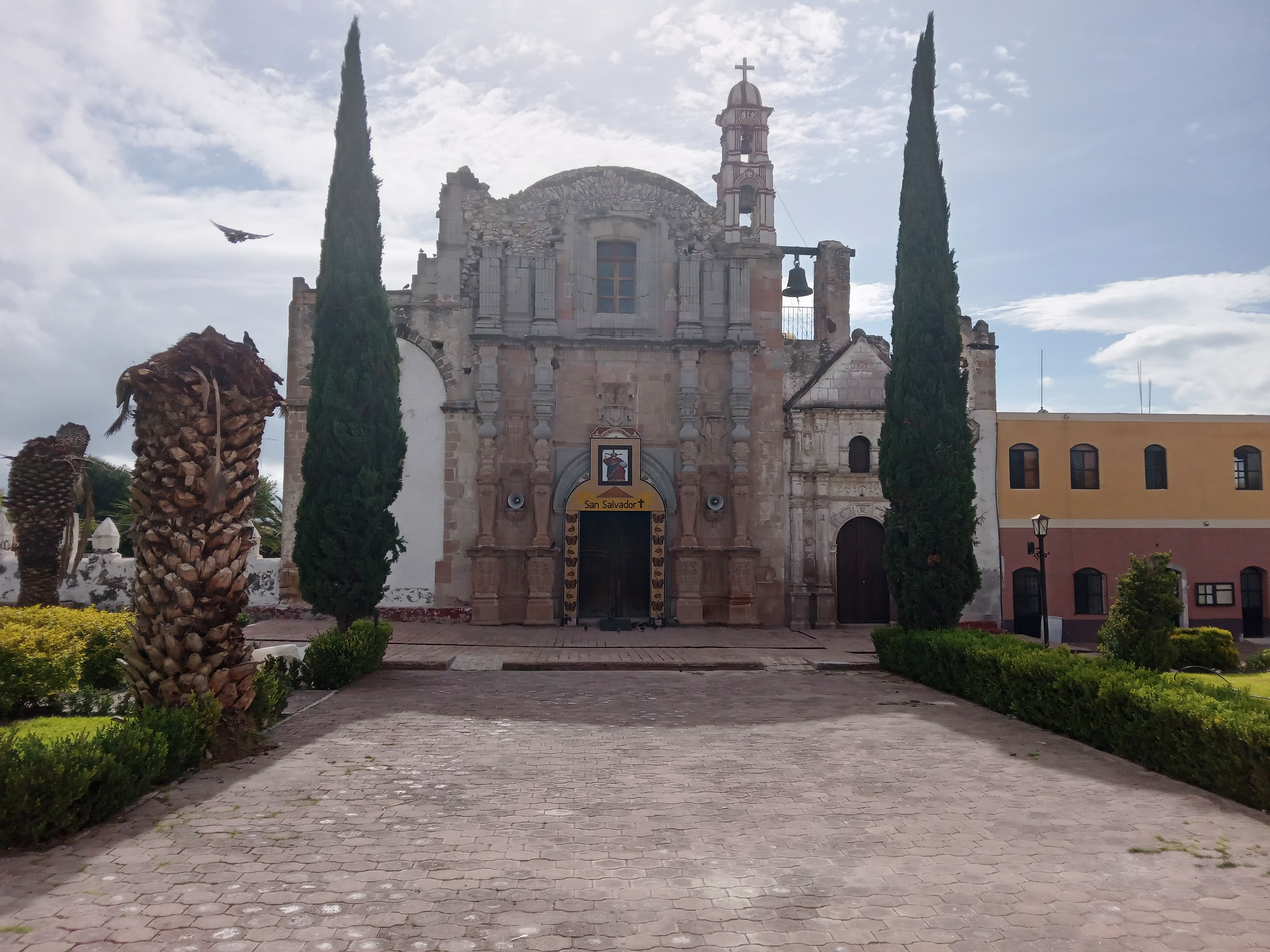
Localidad de San Salvador.

De acuerdo a los resultados que presentó el Censo Población y Vivienda 2020 del INEGI, el municipio cuenta con un total de 36 796 habitantes, siendo 17 869 hombres y 18 927 mujeres. Tiene una densidad de 178.9 hab/km², la mitad de la población tiene 30 años o menos, existen 94 hombres por cada 100 mujeres.
El porcentaje de población que habla lengua indígena es de 19.96 %, en el municipio se hablan principalmente Otomí del Valle del Mezquital. El porcentaje de población que se considera afromexicana o afrodescendiente es de 0.55 %.
Tiene una Tasa de alfabetización de 99.5 % en la población de 15 a 24 años, de 94.2 % en la población de 25 años y más. El porcentaje de población según nivel de escolaridad, es de 3.5 % sin escolaridad, el 54.8 % con educación básica, el 23.9 % con educación media superior, el 17.8 % con educación superior, y 0.1 % no especificado.
El porcentaje de población afiliada a servicios de salud es de 71.0 %. El 17.3 % se encuentra afiliada al IMSS, el 69.0 % al INSABI, el 13.4 % al ISSSTE, 0.5 % IMSS Bienestar, 0.3 % a las dependencias de salud de PEMEX, Defensa o Marina, 0.1 % a una institución privada, y el 0.1 % a otra institución. El porcentaje de población con alguna discapacidad es de 5.2 %. El porcentaje de población según situación conyugal, el 29.4 % se encuentra casada, el 31.6 % soltera, el 26.5 % en unión libre, el 6.2 % separada, el 0.8 % divorciada, el 5.5 % viuda.
Para 2020, el total de viviendas particulares habitadas es de 9807 viviendas, representa el 1.1 % del total estatal. Con un promedio de ocupantes por vivienda 3.2 personas. Predominan las viviendas con tabique y block. En el municipio para el año 2020, el servicio de energía eléctrica abarca una cobertura del 99.1 %; el servicio de agua entubada un 43.9 %; el servicio de drenaje cubre un 95.3 %; y el servicio sanitario un 96.0 %.

### Localidades

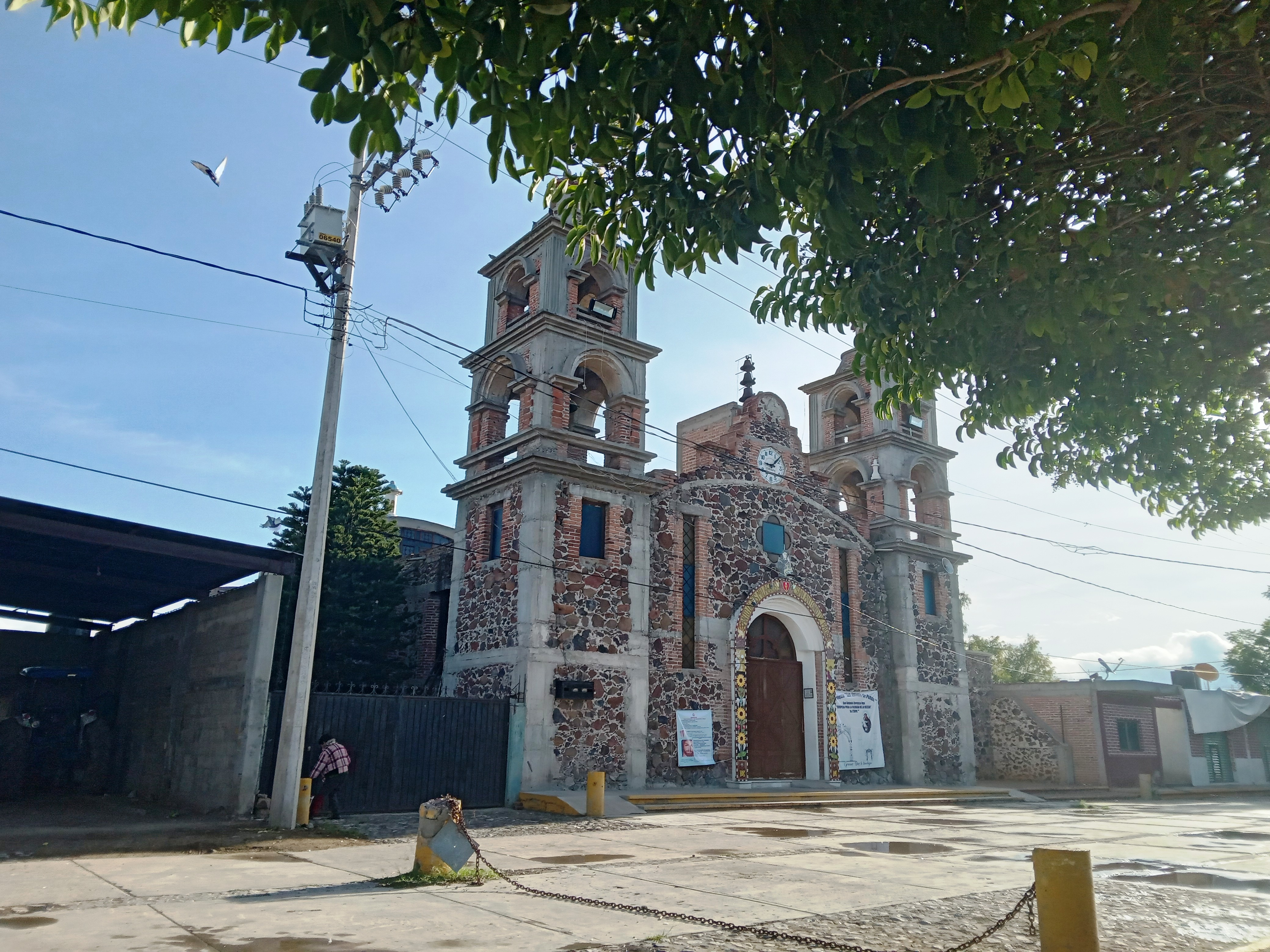
Localidad de San Antonio Zaragoza.

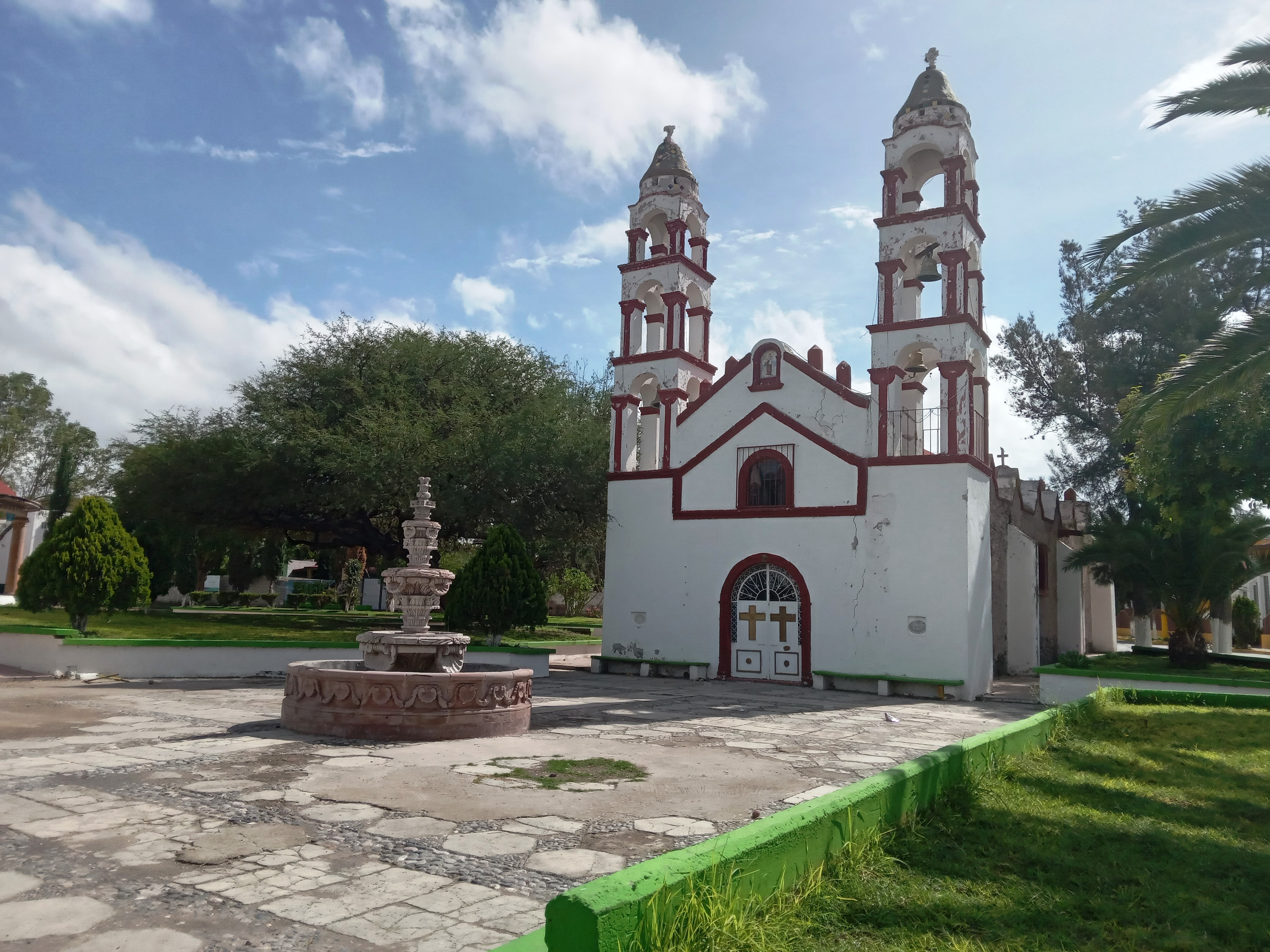
Localidad de Caxuxi.

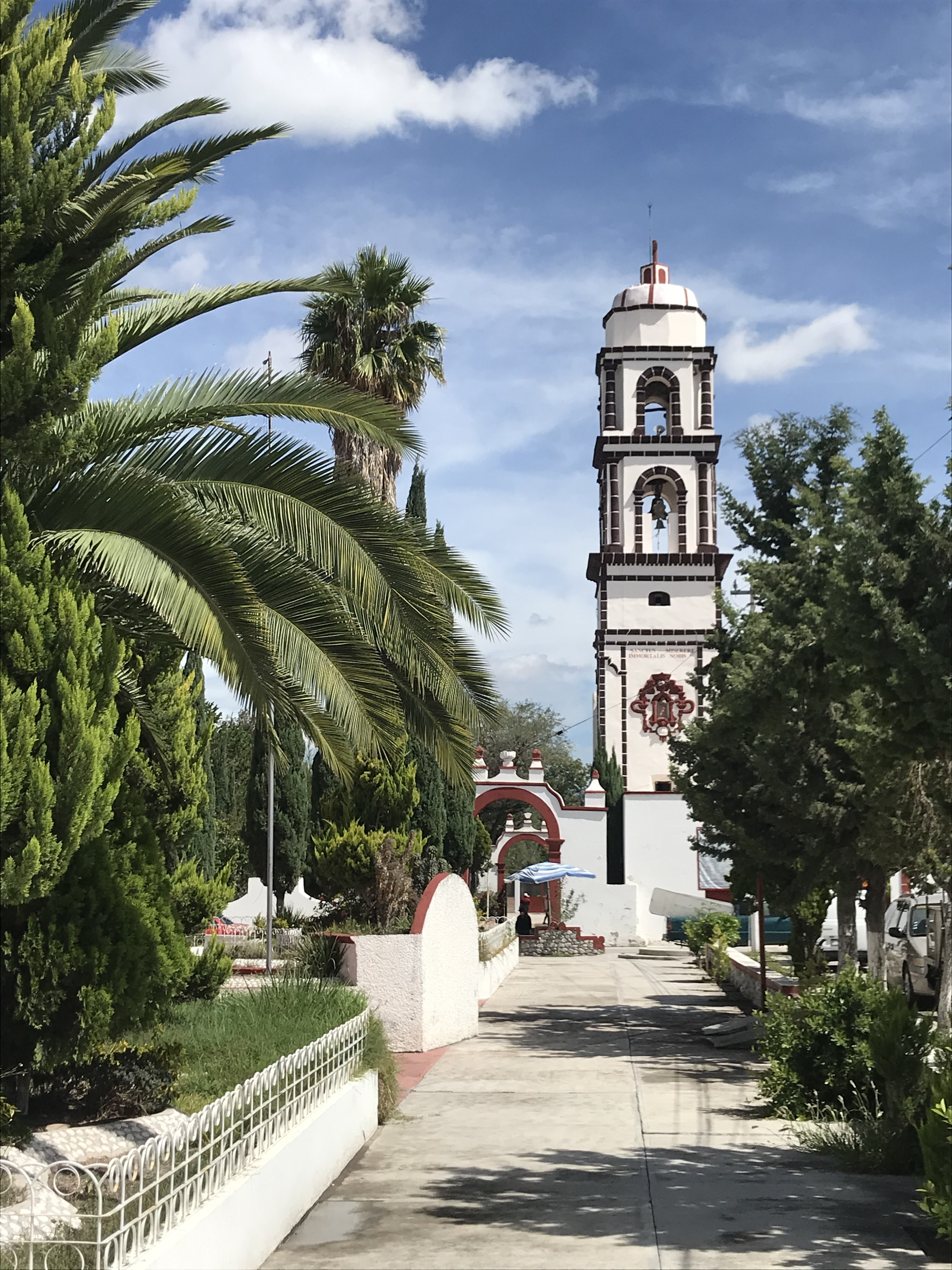
Localidad de Lagunilla.

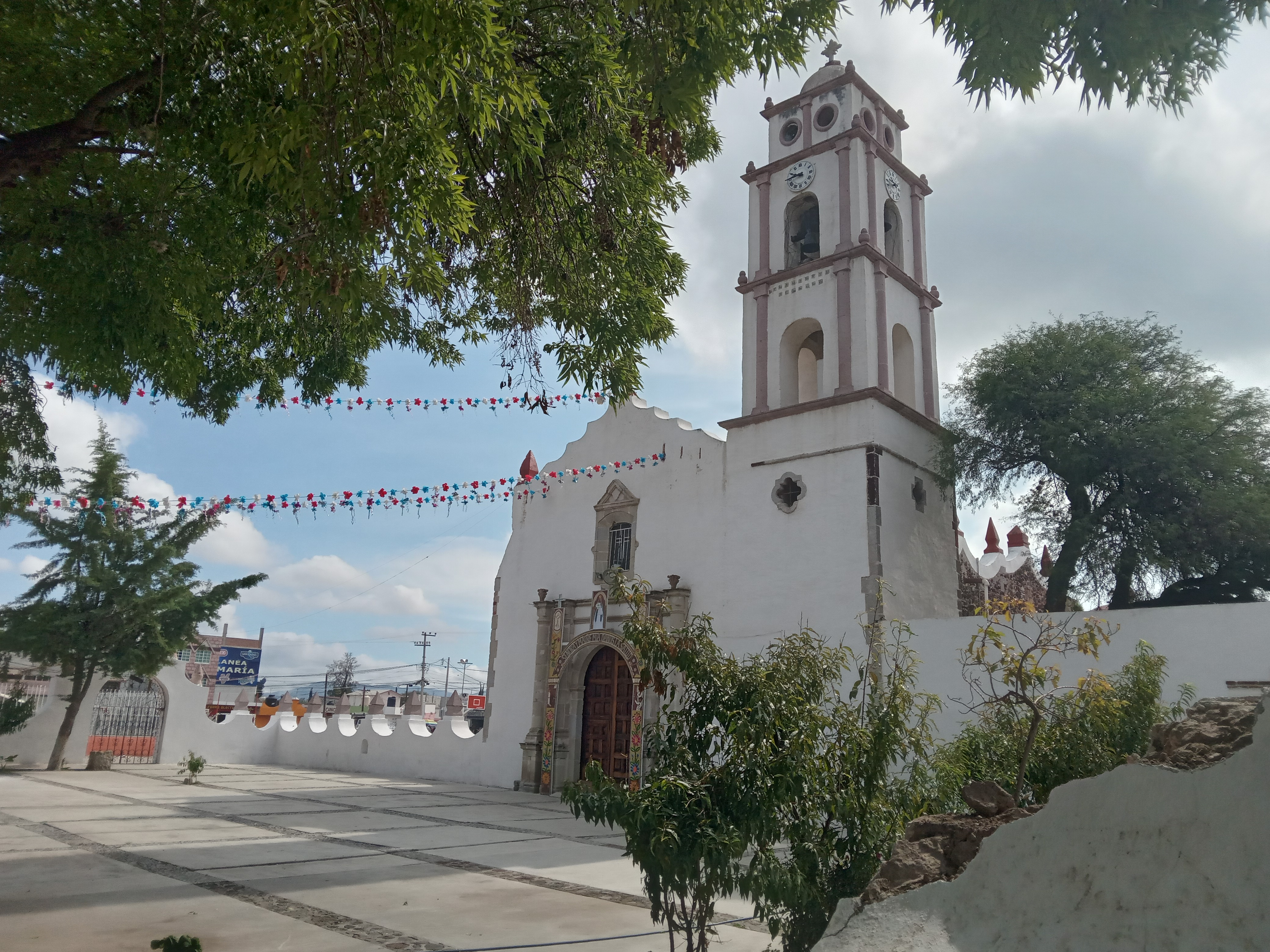
Localidad de Santa María Amajac.

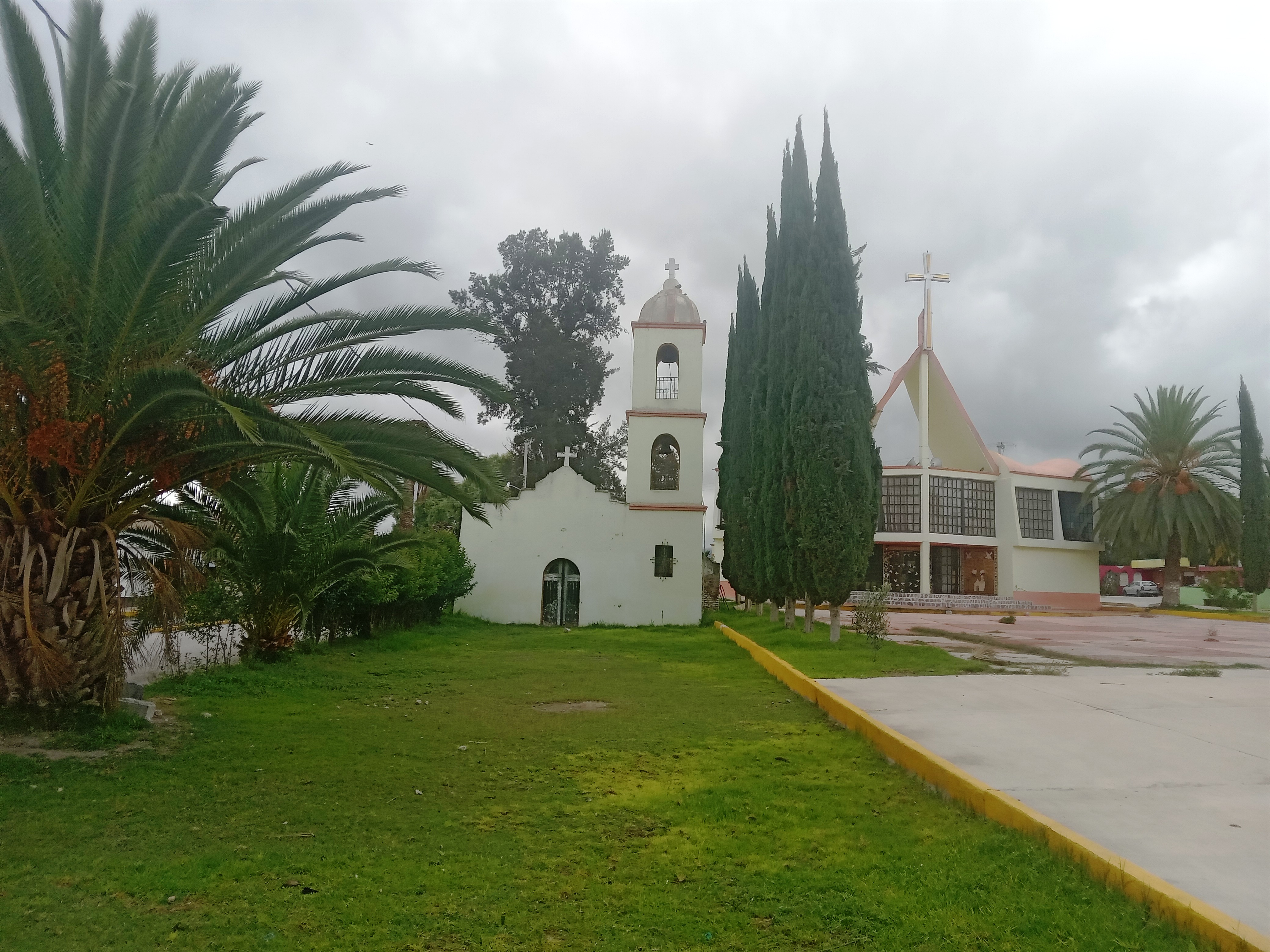
Localidad de El Olvera.

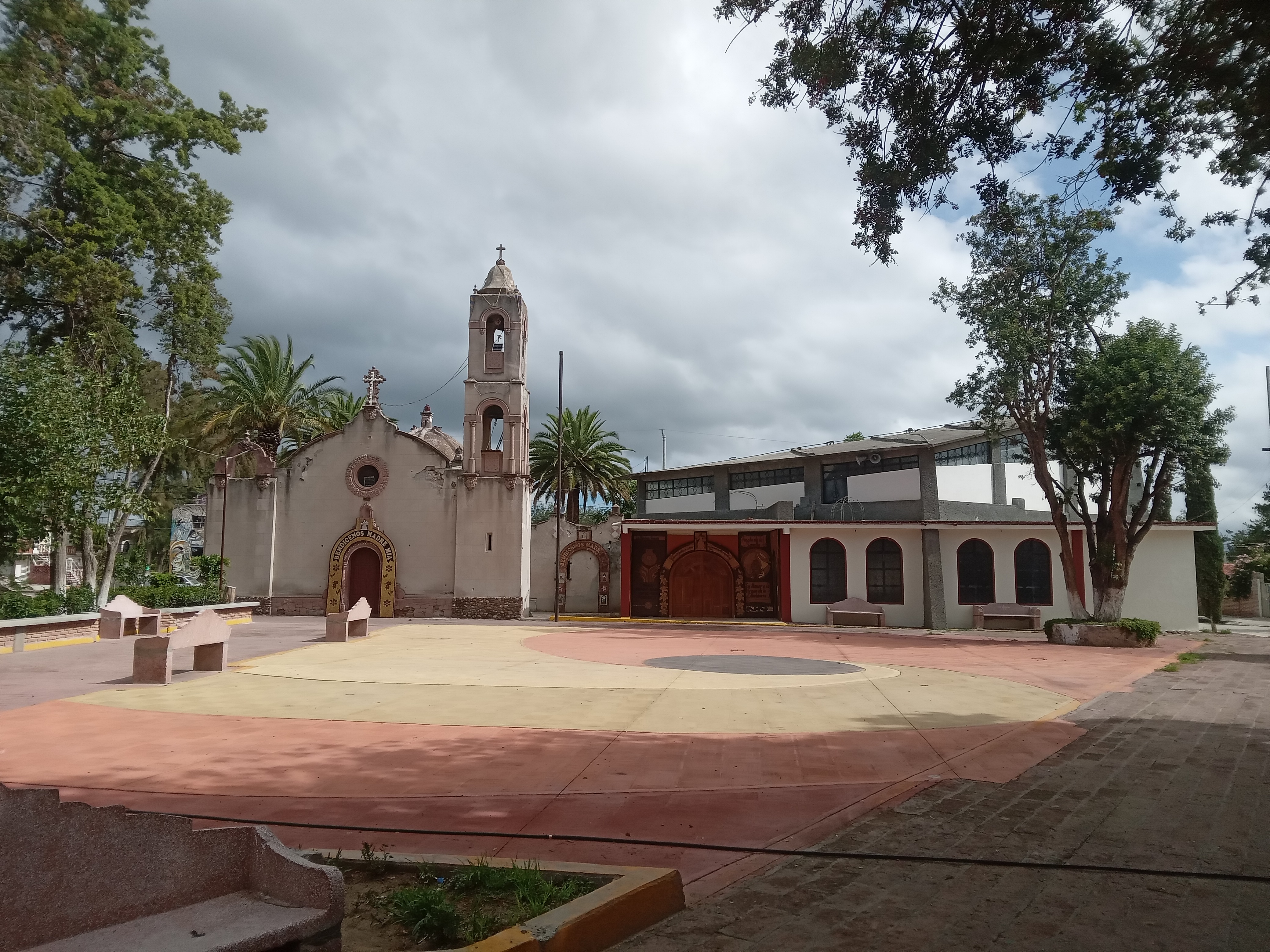
Localidad de Poxindeje de Morelos.

Para el año 2020, de acuerdo al Catálogo de Localidades, el municipio cuenta con 46 localidades.
| Código INEGI | Localidad                      | Población (2020) | Porcentaje (%) | Ámbito Población | Categoría Población |
| ------------ | ------------------------------ | ---------------- | -------------- | ---------------- | ------------------- |
| 130540019    | San Antonio Zaragoza           | 3607             | 9.80           | Urbana           | Comunidad           |
| 130540032    | Caxuxi                         | 3089             | 8.39           | Urbana           | Comunidad           |
| 130540013    | Lagunilla                      | 1785             | 4.85           | Rural            | Comunidad           |
| 130540021    | Santa María Amajac             | 1691             | 4.60           | Rural            | Comunidad           |
| 130540011    | Déxtho de Victoria             | 1614             | 4.39           | Rural            | Comunidad           |
| 130540023    | Teofani                        | 1302             | 3.54           | Rural            | Comunidad           |
| 130540026    | El Colorado                    | 1273             | 3.46           | Rural            | Comunidad           |
| 130540014    | El Olvera                      | 1162             | 3.16           | Rural            | Comunidad           |
| 130540048    | El Puerto Lázaro Cárdenas      | 1134             | 3.08           | Rural            | Comunidad           |
| 130540017    | Poxindeje de Morelos           | 1107             | 3.01           | Rural            | Comunidad           |
| 130540001    | San Salvador                   | 1107             | 3.01           | Urbana           | Cabecera municipal  |
| 130540007    | Cañada Grande                  | 1092             | 2.97           | Rural            | Comunidad           |
| 130540020    | San Miguel Acambay             | 1049             | 2.85           | Rural            | Comunidad           |
| 130540010    | Demacu                         | 976              | 2.65           | Rural            | Comunidad           |
| 130540040    | Xuchitlán                      | 904              | 2.46           | Rural            | Comunidad           |
| 130540024    | Tothie de Rojo Gómez           | 818              | 2.22           | Rural            | Comunidad           |
| 130540004    | El Bondho                      | 812              | 2.21           | Rural            | Comunidad           |
| 130540005    | Boxaxni                        | 775              | 2.11           | Rural            | Comunidad           |
| 130540003    | Bominthza                      | 735              | 2.00           | Rural            | Comunidad           |
| 130540051    | Casa Blanca                    | 731              | 1.99           | Rural            | Comunidad           |
| 130540030    | Vixtha de Madero               | 674              | 1.83           | Rural            | Comunidad           |
| 130540002    | Bocaja                         | 659              | 1.79           | Rural            | Comunidad           |
| 130540015    | Pacheco de Allende             | 641              | 1.74           | Rural            | Comunidad           |
| 130540031    | El Rodrigo                     | 619              | 1.68           | Rural            | Comunidad           |
| 130540022    | El Tablón                      | 610              | 1.66           | Rural            | Comunidad           |
| 130540028    | El Fresno                      | 576              | 1.57           | Rural            | Comunidad           |
| 130540027    | Leandro Valle                  | 573              | 1.56           | Rural            | Comunidad           |
| 130540029    | Dengandhó de Juárez            | 526              | 1.43           | Rural            | Comunidad           |
| 130540037    | La Flor                        | 499              | 1.36           | Rural            | Ranchería           |
| 130540039    | El Mothé                       | 483              | 1.31           | Rural            | Ranchería           |
| 130540036    | Chichimecas                    | 479              | 1.30           | Rural            | Ranchería           |
| 130540038    | El Mezquital                   | 468              | 1.27           | Rural            | Ranchería           |
| 130540052    | El Gómez                       | 429              | 1.17           | Rural            | Ranchería           |
| 130540008    | Casa Grande                    | 374              | 1.02           | Rural            | Ranchería           |
| 130540049    | Rincón Santa María             | 332              | 0.90           | Rural            | Ranchería           |
| 130540053    | Media Luna [Fraccionamiento]   | 320              | 0.87           | Rural            | Ranchería           |
| 130540006    | Bóxtha Chico                   | 307              | 0.83           | Rural            | Ranchería           |
| 130540034    | San Antonio Abad               | 265              | 0.72           | Rural            | Ranchería           |
| 130540035    | Cerro Blanco                   | 230              | 0.63           | Rural            | Ranchería           |
| 130540054    | Pacheco Leandro Valle          | 226              | 0.61           | Rural            | Ranchería           |
| 130540044    | La Palma                       | 187              | 0.51           | Rural            | Ranchería           |
| 130540012    | Francisco Villa                | 184              | 0.50           | Rural            | Ranchería           |
| 130540041    | El Durazno                     | 166              | 0.45           | Rural            | Ranchería           |
| 130540055    | El Cerrito                     | 105              | 0.29           | Rural            | Ranchería           |
| 130540018    | Quemtha                        | 77               | 0.21           | Rural            | Ranchería           |
| 130540050    | Ejido Santa Teresa (El Tablón) | 24               | 0.07           | Rural            | Ranchería           |

## Política
Se erigió como municipio el 15 de febrero de 1826. El Honorable Ayuntamiento está compuesto por: un presidente municipal, un síndico, ocho regidores y, dieciocho delegados municipales. De acuerdo al Instituto Nacional electoral (INE) el municipio está integrado por veinticuatro secciones electorales, de la 1067 a la 1090. Para la elección de diputados federales a la Cámara de Diputados de México y diputados locales al Congreso de Hidalgo, se encuentra integrado al II Distrito Electoral Federal de Hidalgo, y al VII Distrito Electoral Local de Hidalgo. A nivel estatal administrativo pertenece a la Macrorregión V y a la Microrregión VI, además de a la Región Operativa XI Actopan.

### Cronología de presidentes municipales
| Periodo                  | Nombre                            | Afiliación política        |
| ------------------------ | --------------------------------- | -------------------------- |
| 1874-1875                | J. Trinidad Hernández             | -                          |
| 1876-1882                | Cristóbal Lozano                  | -                          |
| 1883-1885                | Marciano Lozano                   | -                          |
| 1886-1890                | Tomás Bravo                       | -                          |
| 1891-1892                | Plácido Camargo                   | -                          |
| 1893-1895                | Tomás Bravo                       | -                          |
| 1894                     | Plácido Camargo                   | -                          |
| 1897-1899                | Valentín Hernández Lozano         | -                          |
| 1898-1899                | Urbano Santillán                  | -                          |
| 1901-1902                | Amador Lozano                     | -                          |
| 1901                     | Gregorio Alamilla                 | -                          |
| 1901                     | Urbano Santillán                  | -                          |
| 1902                     | Valentín Hernández Lozano         | -                          |
| 1902                     | Gabino Pérez                      | -                          |
| 1902                     | Víctor Hernández                  | -                          |
| 1906                     | Juan Mejía                        | -                          |
| 1907, 1914               | Nicolás Galindo                   | -                          |
| 1907-1909                | Amador Lozano                     | -                          |
| 1912 a 1921              | Adolfo Barreda                    | -                          |
| 1913                     | Hermino Lozano                    | -                          |
| 1914                     | Mónico C. Gómez                   | -                          |
| 1915, 1916               | Manuel H. Ramírez                 | -                          |
| 1915-1922                | Amador Lozano                     | -                          |
| 1921                     | Evaristo Espinosa                 | -                          |
| 1917, 1920               | Evaristo Espinosa                 | -                          |
| 1922, 1923               | Alberto Camargo Franco            | -                          |
| 1922                     | Norberto Hernández                | -                          |
| 1922                     | Víctor Arteaga                    | -                          |
| 1922, 1923               | Salustio Camargo                  | -                          |
| 1922-1923                | Ignacio López                     | -                          |
| 1923                     | Rosario Pérez                     | -                          |
| 1923                     | Camilo Hernández                  | -                          |
| 1924                     | Rutilio Téllez                    | -                          |
| 1924                     | Benjamín Pérez                    | -                          |
| 1924, 1925               | Marcelino López                   | -                          |
| 1926                     | José Tovar                        | -                          |
| 1926-1927                | Ricardo Pérez                     | -                          |
| 1928                     | Apolinar Hernández                | -                          |
| 1928-1929                | Atilano Esquiivel                 | -                          |
| 1929,1933                | Felipe López Jiménez              | -                          |
| 1929, 1930               | Hilario Ramírez Lozano            | -                          |
| 1929                     | Nemorio Lozano                    | -                          |
| 1930-1931                | Trinidad Romo Alamilla            | -                          |
| 1932-1933                | Eusebio Hernández Hernández       | -                          |
| 1934-1935                | Sebastián Avilés                  | -                          |
| 1936-1937                | Donato López                      | -                          |
| 1936-1937                | Vicente Escamilla Alamilla        | -                          |
| 1937                     | Bonifacio Martínez                | -                          |
| 1938-1939                | Hilario Ramírez Lozano            | -                          |
| 1940-1941                | Nemorio Lozano                    | -                          |
| 1941                     | Marciano García L.                | -                          |
| 1942-1943                | Casimiro Espinosa                 | -                          |
| 1942-1943                | Andrés Hernández Tapia            | -                          |
| 1944-1945                | Odilón Pérez Ramírez              | -                          |
| 1945                     | Trinidad Romo Alamilla            | -                          |
| 1946-1948                | Efraín Barredo Maldonado          | -                          |
| 1948                     | Atilano Aguilar                   | -                          |
| 1949-1951                | Odilón Pérez Ramírez              | -                          |
| 1950-1951                | Eusebio Hernández Hernández       | -                          |
| 1952-1954                | Trinidad Romo Alamilla            | -                          |
| 1955-1958                | Isauro Galindo Lugo               | -                          |
| 1958-1961                | José C. Mejía                     | -                          |
| 1961-1964                | Eusebio Escamilla Alamilla        | -                          |
| 1964-1967                | Silvano Alamilla Santillán        | -                          |
| 1967-1970                | Humberto Ramírez Escamilla        | -                          |
| 1970-1973                | Leonardo Rodríguez Lozano         | -                          |
| 1973-1976                | Justino Daniel Cano               | -                          |
| 1976-1979                | Emiliano Martínez Hernández       | -                          |
| 1979-1982                | José Olguín Díaz                  | -                          |
| 1982-1985                | Lucano Hernández Avilés           | -                          |
| 1985-1988                | Eliseo Hernández Serrano          | -                          |
| 1988-1991                | Valente de Jesús Contreras Lozano | -                          |
| 1991-1992                | Narciso Teodoro Hernández Pérez   | -                          |
| 1991-1994                | Julio Hugo Sánchez Quiroz         | -                          |
| 16/01/1994 al 15/01/1997 | Caín Hernández Hernández          | PRI                        |
| 16/01/1997 al 15/01/2000 | Humberto Calixto Mendoza          | PRI                        |
| 16/01/2000 al 15/01/2003 | Artemio Santiago Ramírez          | PRI                        |
| 16/01/2003 al 15/01/2006 | Gastón Pérez Acosta               | PRD                        |
| 16/01/2006 al 15/01/2009 | Víctor Cardoso Camargo            | PRD                        |
| 16/01/2009 al 15/01/2012 | Abraham Camargo Mera              | Mas x Hidalgo              |
| 16/01/2012 al 04/09/2016 | Ismael Martínez Cruz              | PRD                        |
| 05/09/2016 al 04/09/2020 | América Juárez García             | Un Hidalgo con Rumbo       |
| 05/09/2020 al 14/12/2020 | Francisco Javier Ángeles          | Concejo Municipal Interino |
| 15/12/2020 al 04/09/2024 | Armando Azpeitia Díaz             | Morena                     |
| 05/09/2024 al 04/09/2027 | Norberto Martínez Cruz            | Morena                     |

## Economía
En 2015 el municipio presenta un IDH de 0.747 Alto, por lo que ocupa el lugar 26.º a nivel estatal; y en 2005 presentó un PIB de $1,103,380,935.00 pesos mexicanos, y un PIB per cápita de $38,530.00 (precios corrientes de 2005).
De acuerdo con el Consejo Nacional de Evaluación de la Política de Desarrollo Social (Coneval), el municipio registra un Índice de Marginación Bajo. El 46.4% de la población se encuentra en pobreza moderada y 9.6% se encuentra en pobreza extrema. En 2015, el municipio ocupó el lugar 29 de 84 municipios en la escala estatal de rezago social.
A datos de 2015, en materia de agricultura la producción de maíz alcanzó las 3250 ha cosechadas, el cultivo de frijol logró una producción de 288 tn, en avena forraje se cosecharon 80 ha, de calabacita se obtuvieron 65 ha, de alfalfa verde se cosecharon 3577 ha de riego. En ganadería destaca el ganado ovino con 8009 cabezas, porcino con 1439 cabezas, bovino con 1372 cabezas, caprino con 421 cabezas y aves de corral 80 053. En la avicultura, se realiza la cría de aves de postura y engorda, la cual cuenta con un volumen de producción de 35 toneladas en pie de aves y con 11 toneladas de pavos.
Para 2015 se cuenta con 571 unidades económicas, que generaban empleos para 1084 personas.  En lo que respecta al comercio, se cuenta con un tianguis, dos tiendas Diconsa y tres tiendas Liconsa. De acuerdo con cifras al año 2015 presentadas en los censos económicos por el INEGI, la Población Económicamente Activa (PEA) del municipio asciende a 12 748 personas de las cuales 12 272 se encuentran ocupadas y 476 se encuentran desocupadas. El 27.68% pertenece al sector primario, el 24.96% pertenece al sector secundario, el 46.40% pertenece al sector terciario y 0.96% no especificaron.